# 龙城区
龙城区是中国辽宁省朝阳市下辖的一个市辖区。面积346平方公里，区人民政府驻中山大街二段8号。前燕、后燕、北燕三个王朝曾在此建都，故有“三燕古都”之称。1984年建区。2006年4月，将朝阳市双塔区站南街道八里堡村、朝阳县大平房镇和联合乡划归朝阳市龙城区管辖。

## 行政区划
龙城区下辖3个街道办事处、6个镇：
新华街道、海龙街道、龙泉街道、七道泉子镇、西大营子镇、召都巴镇、大平房镇、联合镇和边杖子镇。

## 人口
根据第七次人口普查数据，截至2020年11月1日零时，龙城区常住人口为222065人。

## 交通
- 朝凌高速铁路：朝阳站

## 特产
泉盛河酒：中国地理标志产品。